# Eleições municipais em Aracaju em 1985
As eleições municipais em Aracaju em 1985 ocorreram em 15 de novembro, como parte das eleições em 201 municípios situados nos 23 estados brasileiros e nos territórios federais do Amapá e Roraima. Esta foi a primeira eleição da Nova República e a primeira vez onde os aracajuenses escolheram seu alcaide pelo voto direto desde Diniz Gonçalves, em 1962.
Nascido em Santa Rosa de Lima, Jackson Barreto ingressou na Empresa Brasileira de Correios e Telégrafos como carteiro em 1960. Sete anos depois dividia-se entre o movimento estudantil e a militância clandestina no PCB. Preso em 1970 sob a acusação de "subversão", formou-se advogado pela Universidade Federal de Sergipe no ano seguinte. Filiado ao MDB, elegeu-se, sucessivamente, vereador na capital sergipana em 1972 e deputado estadual em 1974, chegando a compor o diretório estadual do partido. Eleito deputado federal em 1978, migrou para o PMDB em 1980, quando o governo João Figueiredo extinguiu o bipartidarismo, sendo reeleito em 1982. Como parlamentar, votou a favor da emenda Dante de Oliveira em 1984 e em Tancredo Neves no Colégio Eleitoral em 1985, ano em que foi eleito prefeito de Aracaju.
Em 26 de abril de 1988, o Tribunal de Contas de Sergipe recomendou a intervenção em Aracaju, medida aprovada pela Assembleia Legislativa e cumprida pelo governador Antônio Carlos Valadares, que em 10 de maio nomeou o advogado, contador e auditor-geral do estado, Antônio Militão Silva, como interventor. Pouco depois, o prefeito Jackson Barreto renunciou ao mandato, ingressou no PSB e foi eleito vereador na capital sergipana em 15 de novembro.
Natural de Aracaju, o advogado e empresário, Viana de Assis foi eleito deputado estadual pelo PR em 1958 e 1962, sendo cassado pelo Ato Institucional Número Um em 4 de julho de 1966. De volta à política, foi eleito vice-prefeito em sua cidade natal via PFL em 1985 e disputou um mandato de senador em 1986. A intervenção estadual em Aracaju cessou em 1º de setembro de 1988, quando Viana de Assis tomou posse como prefeito.

## Resultado da eleição para prefeito
Foram apurados 122.691 votos nominais, assim distribuídos:
| Candidatos a prefeito de Aracaju | Candidatos a vice-prefeito | Número | Coligação                                   | Votação | Percentual |
| -------------------------------- | -------------------------- | ------ | ------------------------------------------- | ------- | ---------- |
| Jackson Barreto PMDB             | Viana de Assis PFL         | 15     | Aliança Democrática (PMDB, PFL, PCB, PCdoB) | 85.964  | 70,07%     |
| Marcelo Déda PT                  | Luiz Alberto dos Santos PT | 13     | PT (sem coligação)                          | 19.898  | 16,22%     |
| Gilton Garcia PDS                | Djenal Gonçalves PDS       | 11     | Frente Democrática (PDS, PTB)               | 15.171  | 12,36%     |
| Nelson Araújo PL                 | Luciano Nascimento PL      | 22     | PL (sem coligação)                          | 1.658   | 1,35%      |
| Fontes:                          |                            |        |                                             |         |            |